# The Real Ghostbusters
A The Real Ghostbusters az Odaát című televíziós sorozat ötödik évadának kilencedik epizódja.

## Cselekmény
A fivérek "életbevágó" sms-t kapnak Chucktól, ezért azonnal indulnak, hogy találkozzanak vele. Hosszú út árán beszélnek is vele, ám ekkor kiderül, hogy az üzenetet nem Chuck, hanem Dean, Sam és az "Odaát" könyvek nagy rajongója, Becky küldte, hogy Winchesterék is részt vegyenek az esti Odaát Találkozón. Mivel sokat utaztak, benéznek a szállodában rendezett partira, ahol több tucat Dean-Sam páros, illetve természetfeletti lénynek öltözött rajongó élvezi Chuck nyitóbeszédét. Kiderül, hogy éjszakára egy szerepjáték is szervezve van, ahol a párosoknak meg kell oldaniuk egy rejtélyt, miszerint egy bizonyos Leticia Gore szelleme kísért az egykoron árvaházként szolgáló épületben, aki még az 1900'-as évek elején gyilkolta meg négy gyermekét, majd magával is végzett.
Indulás előtt Sam megparancsolja Chucknak, ne folytassa a könyvsorozatát, majd bátyjával még beülnek egy italra a bárba. Ekkor figyelnek fel az egyik játékosra, aki kétségbeesetten állítja, hogy valódi egy szellem támadt rá az egyik emeleten. Deanék a szálloda recepciósától -egy kis kenőpénz árán- megtudják, hogy a Gore-legenda nem csak kitaláció, valóban megtörtént, ráadásul éppen aznap van az évfordulója, ez adta az egyik alapot az összejövetelnek. Mivel a nő a padláson ölte meg a gyermekeket, a fiúk is ott kezdik a kutatást, itt rátalálnak Miss Gore saját gyermekének szellemére, akit megskalpoltak. Mikor azon töprengenek, hol temethették el Gore-t, a Demian-Barnes vadászpárosnál megpillantanak egy térképet, amit ők az egyik szellemgyerek "útbaigazításával" találtak meg az egyik fali kép mögött. A két idióta azonban csak úgy hajlandó segíteni nekik, ha ők játszhatják a Dean-Sam szerepet, az igazi Dean és Sam pedig Bobby és Rufus bőrébe bújnak. A Winchesterek bele is egyeznek, ám amikor a konkurencia úgy kezd vitatkozni, ahogyan egykor a testvérek tették apjukkal kapcsolatban, Dean kiakad, és kiosztja őket. Mikor odaértek a térkép által jelölt temetőhöz, kiássák Gore holttestét, ettől azonban Demianék kiborulnak, és távozni próbálnak, ám a szellemasszony útjukat állja. Végül Dean és Sam lehintik sóval és elégetik a maradványokat, így a kísértet megsemmisül.
Visszatérve a hotelbe, Demian és Barnes italba fojtják a sokk hatását, amit a temetőben átélt borzalmak váltottak ki. A hotel kijáratai váratlanul bezárulnak, Gore gyermekének szelleme pedig ismét megjelenik, akitől a fivérek megtudják, hogy valójában őt nem is anyja, hanem három mostohatestvére ölte meg, anyja csupán ezt követően állt bosszút fia gyilkosain, majd végzett magával, szelleme pedig azóta is féken tartotta a három rosszcsontot, míg meg nem semmisítették. Miután a szellemek megölik az egyik játékost, a fivérek megkérik Chuckot, senkit ne engedjen ki az előadóteremből, próbálja szóval tartani őket, ők maguk pedig a szerepjátékban Miss Gore-nak öltözött lánnyal próbálják meg elérni, hogy a kicsiket ismét fegyelmezni lehessen. Az álca ugyan lelepleződik, Dean és Sam elég időre feltartják a gonosztevőket, hogy Demianék kijussanak, és felégessék a gyerekek maradványait. A kísértetek így szertefoszlanak, előtte azonban Chuck még az egyiket hősiesen elűzi az előadóteremből, melynek látványától Becky azonnal beleszeret.
Másnap reggel eljön a búcsú ideje: Deanék elköszönnek Demiantől és Barnestől -mint kiderül, valóban ők az életben is egy párt alkotnak-, akik saját véleményük szerint irigylésre méltónak tartják, hogy a könyvekben szereplő fivérek összetartanak, és mindig számíthatnak egymásra. Miközben elköszönnek az egymásra talált Chucktól -akinek végül megengedik, hogy folytassa sorozatát- és Becky-től, a lány szóba hozza, hogy az egyik könyvben olvasottak alapján, Bela a Coltot igazából egy Crowley nevű démonnak adta halála előtt. A fivérek így útra erednek, hogy megkeressék rég elvesztett fegyverüket...

## Természetfeletti lények

### Leticia Gore és gyermekei szelleme
Leticia Gore egy árvaház nevelőnője volt az 1900'-as évek elején, akinek saját gyermekét megskalpolta három másik, fogadott gyermeke. Mikor a nő ezt megtudta, végzett a három gonosztevővel, majd kétségbeesésében magát is megölte. Haláluk után azonban a kicsik szellemei ismét gyilkolni vágynak, ezt egyedül Miss Gore nem engedi, aki még kísértetként is fegyelmezi őket. Azonban ha Gore szelleme megsemmisülne, a gyerekek elszabadulnának, akkor pedig csakis maradványaik felégetése fékezné meg őket.

### Szellem
A szellem egy olyan elhunyt ember lelke, ki különös halált halt, és lelke azóta az élők közt kísért, általában egy olyan helyen, mely fontos volt az illetőnek földi életében. Szellemekből sokféle létezik: kopogószellem, bosszúálló szellem, vagy olyan ómen, mely figyelmezteti az embereket egy közelgő veszélyre.

## Időpontok és helyszínek
- 2009. vége – ?

## Külső hivatkozások
- Supernatural-The Real Ghostbusters az Internet Movie Database oldalon (angolul)